# Заваров, Валерий Александрович
Валерий Александрович Заваров (укр. Валерій Олександрович Заваров; 16 августа 1988, Киев) — украинский футболист, полузащитник.

## Биография
Воспитанник киевского «Арсенала». За который играл до 2010 года. Затем перешёл в «Оболонь», но за основной состав так и не провёл ни одной игры в чемпионате, лишь одну в кубке Украины против ФК «Полтава». В начале июля 2013 года перешёл в ФК «Оболонь-Бровар».
Сын бывшего полузащитника киевского «Динамо» Александра Заварова.

## Статистика
| Сезон   | Клуб           | Лига                 | Чемпионат | Чемпионат | Кубок | Кубок | Дубль | Дубль |
| Сезон   | Клуб           | Лига                 | Игры      | Голы      | Игры  | Голы  | Игры  | Голы  |
| ------- | -------------- | -------------------- | --------- | --------- | ----- | ----- | ----- | ----- |
| 2006/07 | Арсенал (Киев) | Высшая лига Украины  | 0         | 0         | 0     | 0     | 24    | 0     |
| 2007/08 | Арсенал (Киев) | Высшая лига Украины  | 4         | 0         | 0     | 0     | 16    | 0     |
| 2008/09 | Арсенал (Киев) | Премьер-лига Украины | 12        | 0         | 2     | 0     | 12    | 1     |
| 2009/10 | Арсенал (Киев) | Премьер-лига Украины | 6         | 0         | 1     | 0     | 3     | 0     |
| 2010/11 | Оболонь        | Премьер-лига Украины | 0         | 0         | 1     | 0     | 23    | 4     |
| 2011/12 | Оболонь        | Премьер-лига Украины | 0         | 0         | 0     | 0     | 21    | 4     |
| 2013/14 | Оболонь-Бровар | Вторая лига Украины  | 16        | 2         | 1     | 0     | —     | —     |